# حزب کمونیست اوستیای جنوبی
حزب کمونیست اوستیای جنوبی (آسی: Хуссар Ирыстоны Коммунистон парти) یک حزب کمونیست در اوستیای جنوبی است که در سال ۱۹۹۳ پایه‌گذاری شد و در سال ۲۰۰۴ تخمین زده می‌شد که ۱٬۵۰۰ عضو داشته باشد. این حزب به دنبال به رسمیت‌ شناختن جمهوری اوستیای جنوبی است، که بسیاری از کشورها آن را بخشی از گرجستان می‌دانند.
این حزب عضو اتحادیه احزاب کمونیست–حزب کمونیست اتحاد جماهیر شوروی است.